# Сан-Мартіню-де-Віла-Фрешкаїня
Сан-Мартіню-де-Віла-Фрешкаїня (порт. São Martinho de Vila Frescainha; МФА: [ˈsɐ̃w maɾ.ˈti.ɲu dɨ ˈvi.ɫɐ fɾɨʃ.kɐ.ˈi.ɲɐ]) — парафія в Португалії, у муніципалітеті Барселуш. Розташована в північно-західній частині країни, на теренах історичної португальської провінції Дору-Міню. Входить до складу округу Брага. За адміністративним поділом, чинним до 1976 року, терени парафії були складовою провінції Міню. Належить до Бразької архідіоцезії Католицької церкви. Патрон — Мартин Турський. Площа — 3,0697 км². Населення — 2372 ос. (2011). Середньо урбанізований регіон. Густота населення — 772,71 осіб/км²
. Код — 030273.

## Назва
- Віла-Фрешкаїня (Сан-Мартіню) (порт. Vila Frescainha (São Martinho)) — офіційна назва[5].

## Населення
| Кількість мешканців | Кількість мешканців | Кількість мешканців | Кількість мешканців | Кількість мешканців | Кількість мешканців | Кількість мешканців | Кількість мешканців | Кількість мешканців | Кількість мешканців | Кількість мешканців | Кількість мешканців | Кількість мешканців | Кількість мешканців | Кількість мешканців |
| ------------------- | ------------------- | ------------------- | ------------------- | ------------------- | ------------------- | ------------------- | ------------------- | ------------------- | ------------------- | ------------------- | ------------------- | ------------------- | ------------------- | ------------------- |
| 1864                | 1878                | 1890                | 1900                | 1911                | 1920                | 1930                | 1940                | 1950                | 1960                | 1970                | 1981                | 1991                | 2001                | 2011                |
| 347                 | 429                 | 466                 | 519                 | 548                 | 568                 | 757                 | 998                 | 1 291               | 1 528               | 2 187               | 2 634               | 1 933               | 2 219               | 2 372               |